# NGC 4825
NGC 4825 ist eine 11,9 mag helle Elliptische Galaxie vom Hubble-Typ E/S0 im Sternbild Jungfrau auf der Ekliptik. Sie ist schätzungsweise 194 Millionen Lichtjahre von der Milchstraße entfernt und hat einen Durchmesser von etwa 115.000 Lichtjahren. Gemeinsam mit NGC 4863 und NGC 4783 bildet sie die kleine Galaxiengruppe LGG 316.
Im selben Himmelsareal befinden sich u. a. die Galaxien NGC 4820, NGC 4823, NGC 4829, NGC 4847.
Das Objekt wurde am 27. März 1786 vom deutsch-britischen Astronomen Wilhelm Herschel mit einem 18,7–Zoll–Spiegelteleskop entdeckt, der sie dabei mit „pB, iF, bM“ beschrieb.